# Agrotis eugramma
Agrotis eugramma là một loài bướm đêm trong họ Noctuidae.